# Reinersdorf (Gemeinde Heiligenbrunn)
Reinersdorf (kroatisch Žamar, ungarisch Zsámánd) ist eine Ortschaft und eine Katastralgemeinde der Gemeinde Heiligenbrunn im österreichischen Bundesland Burgenland. Ursprünglich eine eigenständige Gemeinde, wurde Reinersdorf im Zuge der Gemeindereform 1971 der neu geschaffenen Großgemeinde Heiligenbrunn eingegliedert. Der Ort zählt zum Siedlungsgebiet der Burgenlandkroaten.

## Etymologie
Der Name Reinersdorf leitet sich vermutlich vom althochdeutschen Personennamen Reginhart oder Raginhardt ab. Die erste urkundliche Nennung des deutschen Ortsnamens erfolgte 1698 als Teutsch, Krobot Ranesdorff – das Dorf bestand zum damaligen Zeitpunkt aus einem deutschen und einem kroatischen Ortsteil. 1744 taucht der Name als Deitsch Reinerstarff in einer Urkunde auf, 1752 als Deutsch Reinersdarff.
Die ungarische Ortsbezeichnung leitet sich vermutlich ebenfalls von einem Personennamen ab, dem magyarischen Zsalman. Die Bezeichnung dürfte bereits vor 1200 erfolgt sein, die ersten urkundlichen Nennungen als Salman erfolgten aber erst 1452, 1482, 1494 und 1496. Spätere urkundlich belegte Ortsnamen waren Salmár (1539), Salmesdarf (1610), Salmisdorff (1618) und Német, Horvát Samand (1698).
Beim kroatischen Žamar handelt es sich wahrscheinlich um eine phonetische Ableitung von einer der ungarischen Namensvarianten.

## Geografie
Reinersdorf liegt in südwestlicher Richtung des Hauptortes Heiligenbrunn und ist in südlicher Richtung etwa einen Kilometer von der Grenze zu Ungarn entfernt. Nachbarort auf ungarischem Gebiet ist Nemesmedves, es besteht jedoch keine Straßenverbindung. Durchzogen wird der Ort vom Reinersdorfer Bach.

## Geschichte
Die erste urkundliche Erwähnung stammt aus dem Jahr 1452. Von 1662 bis zur Wiedervereinigung 1860 war Reinersdorf in die Ortsteile Deutsch Reinersdorf und Kroatisch Reinersdorf geteilt.

In den Anfangsjahren des 20. Jahrhunderts nahm die Bevölkerung stark ab. Ursache war, dass sich zahlreiche Reinersdorfer der Auswanderungswelle in die USA anschlossen und ihre Heimat verließen.

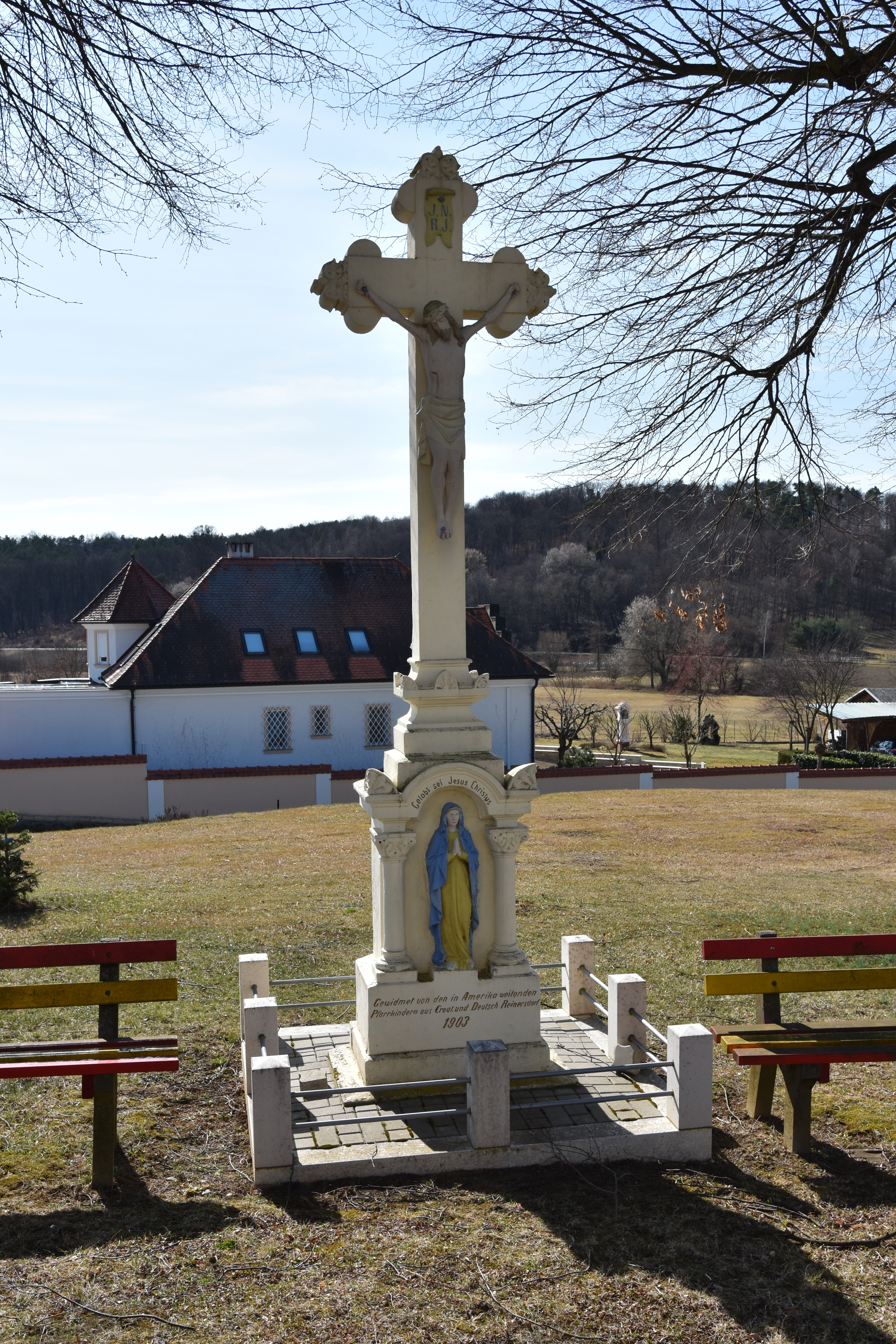
Das 1903 von Auswanderern gestiftete Amerikanerkreuz vor der Filialkirche Reinersdorf.

Bis 1921 gehörte Reinersdorf wie das gesamte Burgenland zu Deutsch-Westungarn. Nach Ende des Ersten Weltkriegs wurde die Gemeinde aufgrund der Verträge von St. Germain und Trianon 1919 Österreich zugesprochen.
1941 wurde Reinersdorf an das Stromnetz der STEWEAG angeschlossen.
1971 erfolgte im Zuge der Gemeindezusammenlegungen gemeinsam mit Deutsch Bieling, Hagensdorf und Luising die Eingemeindung bei Heiligenbrunn.

## Verkehr
Reinersdorf wird von der Landesstraße Großmürbischer Straße (L401) durchzogen, die von St. Nikolaus im Burgenland (Ortsteil von Güssing) über Großmürbisch nach Heiligenbrunn führt.

## Kultur und Sehenswürdigkeiten
- Katholische Filialkirche Christi Himmelfahrt: 1902 erbautes Kirchengebäude auf einem Hügel im Zentrum des Dorfes. Die Kirche steht unter Denkmalschutz (Listeneintrag).

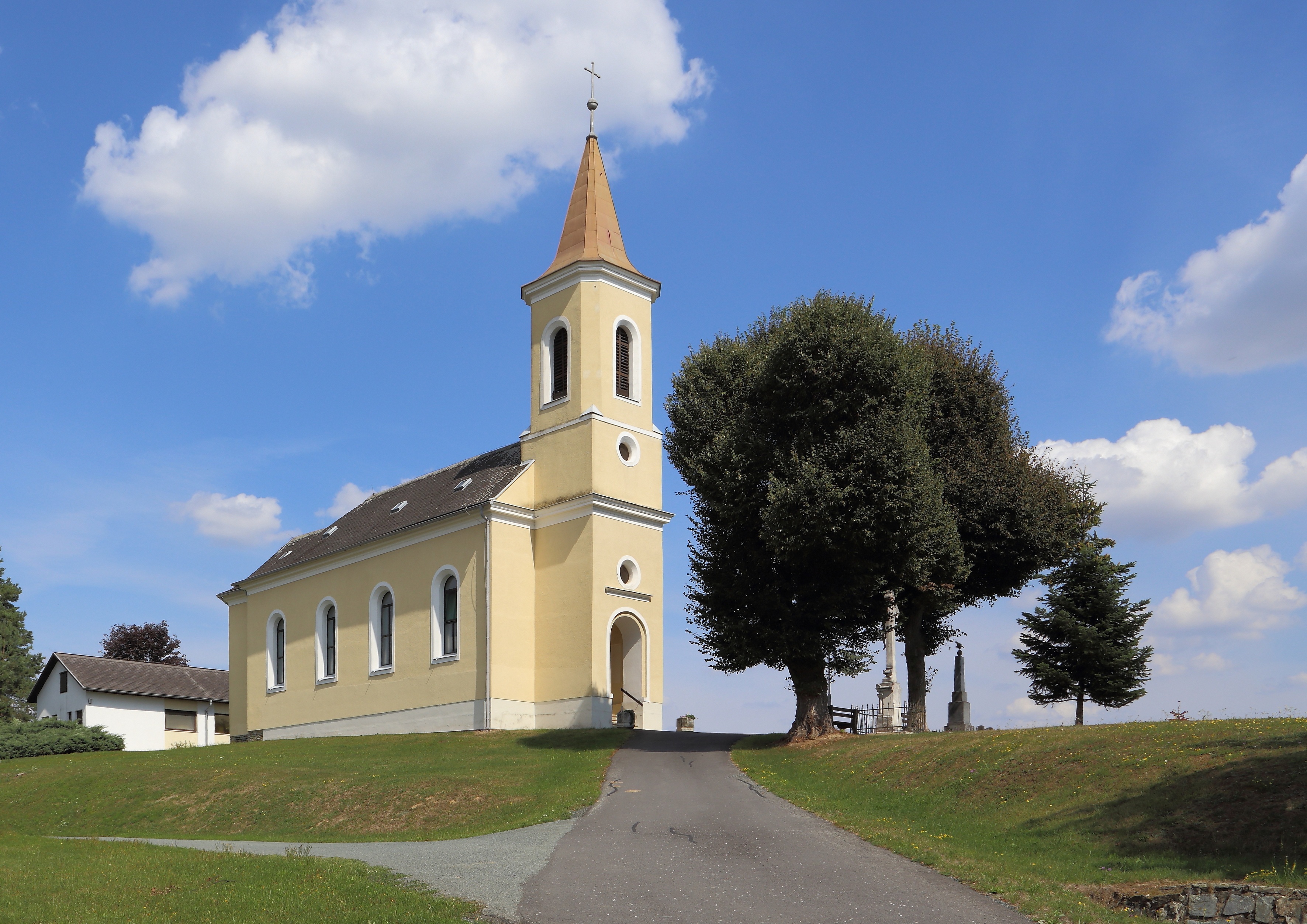
Die Filialkirche Christi Himmelfahrt prägt den Ort

- Die Filialkirche Christi Himmelfahrt prägt den OrtAmerikanerkreuz: Steinkreuz vor der Kirche, 1903 von in die USA ausgewanderten Gemeindebürgern gestiftet, Inschrift „Gewidmet von den in Amerika lebenden Pfarrkindern aus Croat- und Deutsch-Reinersdorf 1903“
- ehemalige katholische Volksschule: Die neben der Kirche situierte ehemalige Volksschule wurde 1930 von Friedrich Zotter entworfen. Sie steht unter Denkmalschutz (Listeneintrag).
- Weinkeller: Historischer Weinkeller in Reinersdorf-Bergen, baugleich mit jenen des Kellerviertel Heiligenbrunn. Das Gebäude steht ebenfalls unter Denkmalschutz  (Listeneintrag).Denkmalgeschützter Weinkeller in Reinersdorf-Bergen

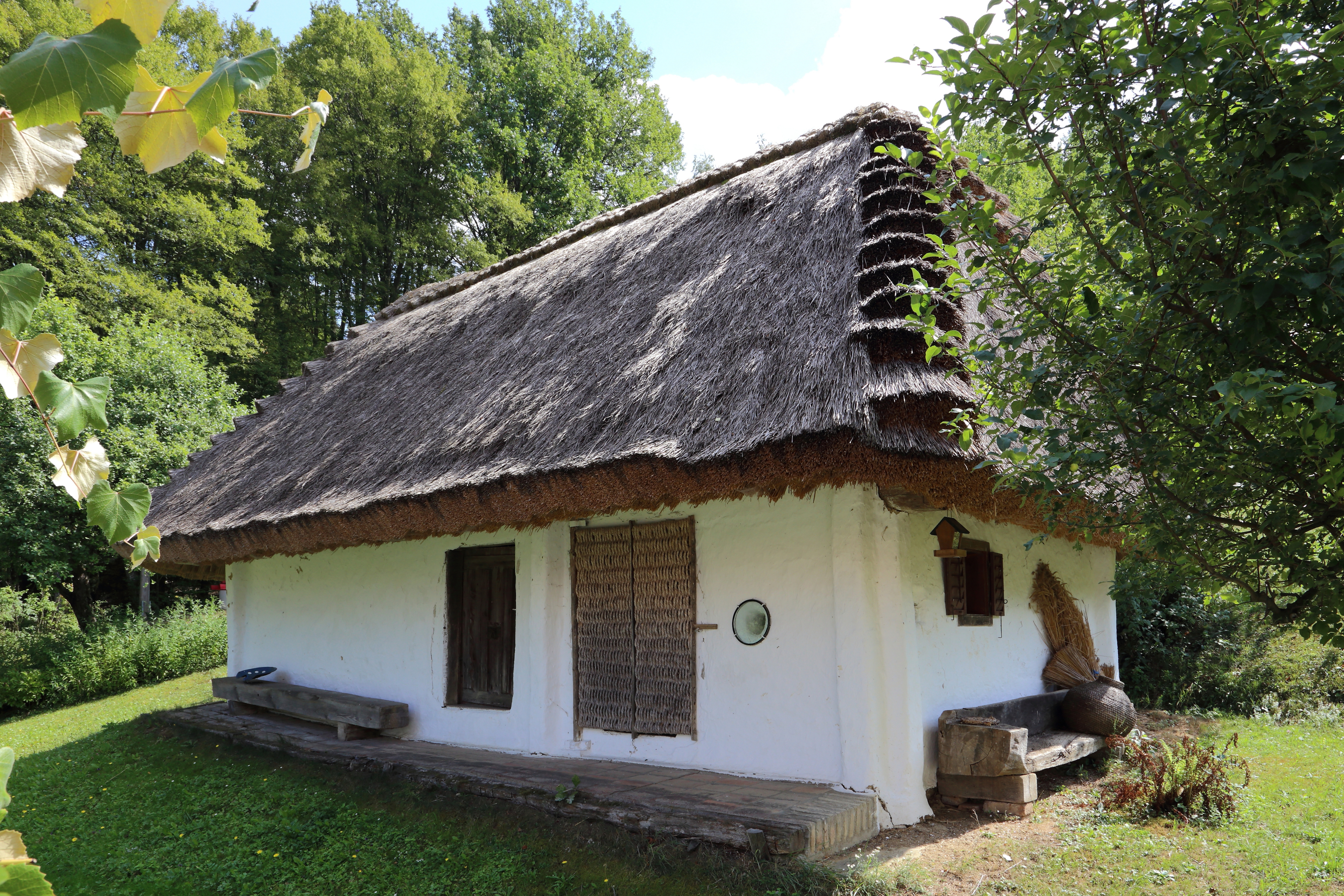
Denkmalgeschützter Weinkeller in Reinersdorf-Bergen

- Singkreis Reinersdorf: Der 1980 gegründete Frauenchor besteht aus 20 Sängerinnen und wird geleitet von Helmut Deutsch. Neben der musikalischen Begleitung von Gottesdiensten widmet sich der Chor der Pflege des Volksliedes in deutscher und kroatischer Sprache.[4]

## Organisationen
Die Freiwillige Feuerwehr Reinersdorf wurde 1925 gegründet. Die Mannschaft umfasste mit Stichtag 1. Jänner 2012 insgesamt 23 Aktive, davon 2 Frauen. Kommandant ist seit Herbst 2013 Ralf Kotlan. Im August 2014 wurde ein neues Tanklöschfahrzeug mit Tragkraftspritze seiner Bestimmung übergeben.

Am 13. August 2000 wurde das neue Feuerwehrhaus gesegnet. Dieses wurde in den Jahren ab 1995 errichtet. Für den Bau zeichnete die Feuerwehrmannschaft durch Eigenleistung verantwortlich. Das alte Feuerwehrhaus wurde 2001 renoviert und in ein Feuerwehrmuseum umgestaltet. Bemerkenswert ist, dass die FF Reinersdorf mit Katrin Bodisch per 1. Juni 2014 die erste Kommandant-Stellvertreterin des gesamten Burgenlands stellt.

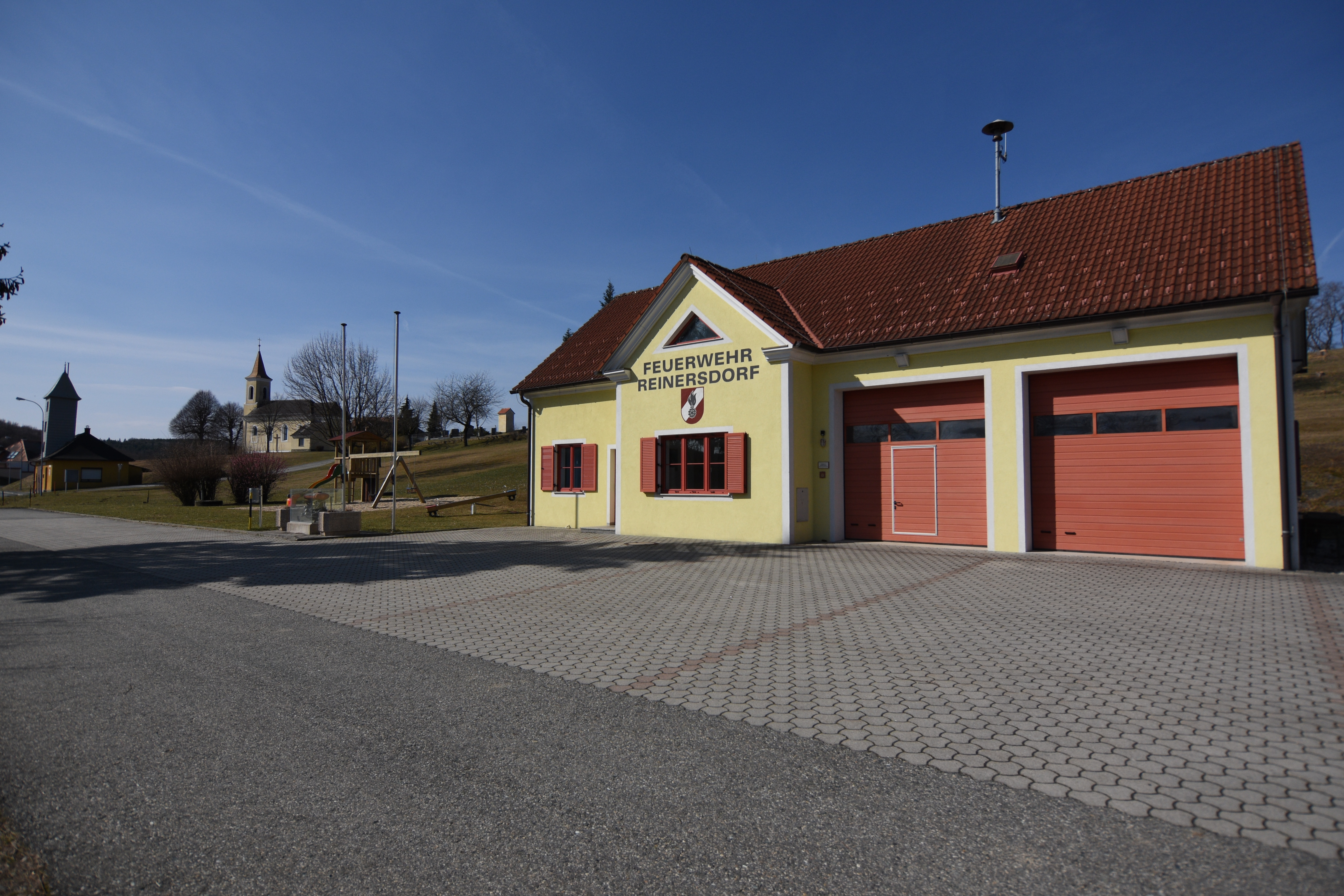
Freiwillige Feuerwehr Reinersdorf

## Persönlichkeiten
- Michael Somogyi (1883–1971) – Der Biochemiker wurde in Reinersdorf geboren. Er war Entdecker des nach ihm benannten Somogyi-Effekts.[9]
- Saskia Jungnikl (* 1981) – Die Journalistin und Autorin ist in Reinersdorf aufgewachsen.